# FN:s barnrättskommitté
FN:s barnrättskommitté eller Barnrättskommittén (engelska Committee on the Rights of the Child, CRC) är ett organ inom Förenta nationerna och består av en kommitté med 18 experter med erkänd sakkunskap. Personerna ska agera i egenskap av sig själva. De stater som antagit barnkonventionen nominerar och väljer ledamöter till kommittén.
Barnrättskommittén övervakar och ser till att medlemsländerna gör sitt bästa för att leva upp till konventionen. Alla medlemsländer har som skyldighet att rapportera till kommittén om deras arbete med att genomföra konventionen på nationell nivå.